# سیسیل هیلز، نیو ساوت ولز
سیسیل هیلز (به انگلیسی: Cecil Hills) یک حومه شهر در استرالیا است که در نیو ساوت ولز واقع شده‌است.